# پاول هوروات
پاول هوروات (۲۲ آوریل ۱۹۷۵) یک بازیکن فوتبال اهل جمهوری چک است. وی در تیم ملی فوتبال جمهوری چک بازی کرده است.